# Новиков, Николай Алексеевич (судья)
Николай Алексеевич Новиков (род. 4 ноября  1963, Ишимбай) — российский юрист, прокурор и судья.
С 2017 года Председатель Арбитражного суда города Москвы. Председатель Арбитражного суда Республики Татарстан со 2 февраля 2013 года, бывший председатель Арбитражного суда Самарской области.
В октябре 2023 Президиум Совета судей РФ на выездном заседании в Ставрополе планировал рассмотреть вопрос о дисциплинарных нарушениях в руководстве Арбитражного суда города Москвы, связанных с деятельностью бывшей судьи Натальи Кузьминской и председателя суда Николая Новикова.
Как выяснилось, с декабря 2019 по январь 2023 года Наталья Кузьминская, по распоряжению председателя суда Николая Новикова, рассмотрела примерно в 60 раз меньше дел, чем ее коллеги. В 2020—2022 годах показатель судебной нагрузки (количество рассмотренных исков) Кузьминской составлял от 0,2 до 1,8 процента при нагрузке других судей в 70 процентов. Более того, было установлено, что она рассматривала дела в порядке упрощенного производства, без проведения судебных заседаний и привлечения сторон.
Также выяснилось, что на Кузьминскую приказом Новикова было возложено исполнение обязанностей председателя коллегии по рассмотрению административных споров. В материалах дисциплинарной проверки указывается, что это было сделано в нарушение действующего законодательства: по закону председатель суда не уполномочен назначать главой судебной коллегии никого из судей, кроме своего заместителя.
По итогам проверки дисциплинарная комиссия Совета судей России пришла к выводу, что Кузьминская совершила дисциплинарный проступок и грубо нарушила требования закона «О статусе судей в РФ». Не дожидаясь формального окончания проверки Кузьминская в августе 2023 года ушла в отставку.
Высшая квалификационная коллегия судей на заседании 20-24 ноября 2023 планирует рассмотреть претензии к работе Николая Новикова, которые могут стать причиной досрочного прекращения им полномочий председателя Арбитражного суда города Москвы.

## Служебная карьера
В 1991 году окончил судебно-прокурорский факультет Свердловского юридического института по специальности «Правоведение».
В 1992—1999 годах — следователь, прокурор Средневолжской транспортной прокуратуры в Стерлитамаке, заместитель средневолжского транспортного прокурора Самары.
С 2000—2001 года — начальник юридического отдела Аппарата полномочного представителя Президента Российской Федерации в Приволжском Федеральном округе (Нижний Новгород).
В.
С 2001—2003 годах — заместитель начальника Федерального управления Минюста России по Приволжскому федеральному округу г. Нижний Новгород.
С 2004 года — председатель Арбитражного суда Самарской области.
С 2013 года — председатель Арбитражного суда Республики Татарстан.
С 2017 года — председатель Арбитражного суда города Москвы..
Имеет первый квалификационный класс. Кандидат юридических наук.

## Награды
- В 2003 году награждён медалью «В память 200-летия Минюста России» за большой вклад в реализацию государственной политики в сфере юстиции, законотворческую деятельность, обеспечение прав и законных интересов личности и государства.
- В 2010 году медалью «За заслуги перед судебной системой Российской Федерации» II степени.